# Trichorhina squamapleotelsona
Trichorhina squamapleotelsona är en kräftdjursart som beskrevs av Schultz 1984. Trichorhina squamapleotelsona ingår i släktet Trichorhina och familjen myrbogråsuggor. Inga underarter finns listade i Catalogue of Life.